# Phyllanthus duidae
Phyllanthus duidae là một loài thực vật có hoa trong họ Diệp hạ châu. Loài này được Gleason miêu tả khoa học đầu tiên năm 1931.